# رود کوتیم
رود کوتیم (انگلیسی: Kutim) یک رودخانه در سرزمین پرم کشور روسیه است.